# Échenoz-le-Sec
Échenoz-le-Sec is een gemeente in het Franse departement Haute-Saône (regio Bourgogne-Franche-Comté) en telt 305 inwoners (2011). De plaats maakt deel uit van het arrondissement Vesoul.

## Geografie
De oppervlakte van Échenoz-le-Sec bedraagt 15,5 km², de bevolkingsdichtheid is 19,7 inwoners per km².
De onderstaande kaart toont de ligging van Échenoz-le-Sec met de belangrijkste infrastructuur en aangrenzende gemeenten.

## Demografie
Onderstaande figuur toont het verloop van het inwonertal (bron: INSEE-tellingen).